# Oxyopes rufovittatus
Oxyopes rufovittatus là một loài nhện trong họ Oxyopidae.
Loài này thuộc chi Oxyopes. Oxyopes rufovittatus được Eugène Simon miêu tả năm 1886.